# ویسنته رومرو (بازیکن فوتبال)
ویسنته رومرو (انگلیسی: Vicente Romero؛ زادهٔ ۸ فوریهٔ ۱۹۸۷) بازیکن فوتبال اهل اسپانیا است.
از فیلم‌ها یا برنامه‌های تلویزیونی که وی در آن نقش داشته‌است می‌توان به سلول ۲۱۱ اشاره کرد.